# Pobeda, Plevna
Pobeda (în bulgară Победа) este un sat în comuna Dolna Mitropolia, regiunea Plevna,  Bulgaria. 

## Demografie
Componența etnică a satului Pobeda
     Turci (1,63%)
     Bulgari (69,38%)
     Nicio identificare (28,36%)
     Altele (0,61%)
La recensământul din 2011, populația satului Pobeda era de 490 locuitori. Din punct de vedere etnic, majoritatea locuitorilor (69,38%) erau bulgari, cu o minoritate de turci (1,63%). Pentru 28,36% din locuitori nu este cunoscută apartenența etnică.